# Parsons, Kansas
Parsons är en stad (city) i Labette County, i delstaten Kansas, USA. Enligt United States Census Bureau har staden en folkmängd på 10 454 invånare (2011) och en landarea på 27,5 km².